# クラウディオ・グラツィアーノ
クラウディオ・グラツィアーノ（Claudio Graziano、1953年11月22日 - 2024年6月17日）は、イタリアの軍人、実業家。最終階級は陸軍大将。

## 来歴
1953年11月22日、イタリア共和国トリノ出身。モデナ陸軍士官学校を経てイタリア共和国軍の陸軍士官となり、イタリア陸軍伝統の山岳部隊であるアルピーニとして経験を積んだ。将校・将官時代にはトリノ陸軍司令官学校を修了、さらにアメリカ陸軍戦略大学にも留学した。部隊指揮においてはタウリネンゼ山岳旅団の傘下にある第2アルピーニ連隊の連隊長を務め、後にタウリネンゼ山岳旅団全体の旅団長に昇格している。
2001年以降、アメリカを中心とした国々による対テロ戦争でアフガニスタンやイラクでの治安任務に従事、また国際連合レバノン暫定駐留軍（UNIFIL）など国連の平和維持活動にも参加している。
2011年5月5日、ジュゼッペ・ヴァロット陸軍大将に代わって後任の陸軍参謀総長に着任した。
2015年2月28日、ルイージ・マンテッリ海軍大将に代わって四軍（陸軍・海軍・空軍・警察軍）を統括する統合参謀総長に就任した。2018年より欧州連合軍事委員会委員長。
2022年よりフィンカンティエリ会長。2023年4月に妻を亡くした。2024年6月17日に遺体が発見された。自殺とみられる。70歳没。

## 勲功
これまで祖国からは共和制下の最高勲章である共和国功労勲章、及び軍の最高勲章であるイタリア軍事勲章（旧サヴォイア軍事勲章）を受勲している。
海外からはフランス政府よりレジオンドヌール勲章、アメリカ政府よりレジオン・オブ・メリットをそれぞれ授与されている。